# Thomas Esterházy
Thomas Esterházy de Galánta (hongrois : galánthai Esterházy Tamás ; né le 20 décembre 1625 — mort le 26 août 1652) est un militaire hongrois du XVIIe siècle, membre de la branche Csesznek de la famille Esterházy.

## Biographie

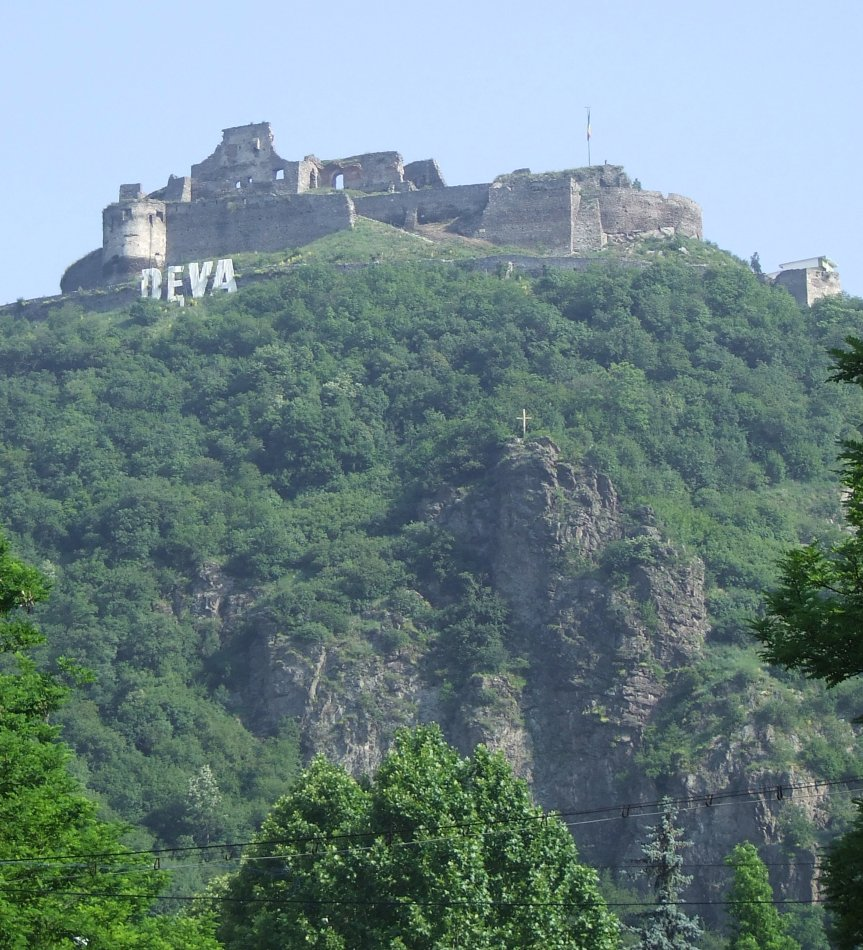
La citadelle de Deva.

Thomas Esterházy est le fils de Dániel Esterházy (en) et de Judit Rumy (en).
Baron de Galanta, il est gouverneur de la citadelle de Deva, en Transylvanie, au nom du palatin de Hongrie. Lors de la guerre de Trente Ans, il guerroie en Bohême et en Saxe sous les ordres de Miklós Zrínyi, puis combat les Ottomans.
Son frère cadet Gaspard, son cousin Ladislas (en) et lui-même sont tués par les forces ottomanes lors de la bataille de Vezekény (en) du 25 août 1652. Celle-ci fut néanmoins une victoire hongroise.